# Pterobryon stolonaceum
Pterobryon stolonaceum là một loài rêu trong họ Pterobryaceae. Loài này được Müll. Hal. mô tả khoa học đầu tiên năm 1879.